# Перекур за супермаркетом з тобою
«Перекур за супермаркетом з тобою» (яп. スーパーの裏でヤニ吸うふたり, Super no Ura de Yani Sū Futari) — манґа, написана та проілюстрована Джінуші. Серія розпочалася як веб-комікс, що виходив у Twitter з березня 2022 року. Потім у серпні 2022 року манґа почала виходити у журналі Monthly Big Gangan видавництва Square Enix. В Україні офіційно ліцензована видавництвом MAL'OPUS. Прем'єра аніме-адаптації запланована на 2026 рік.
Манґа отримала нагороду Next Manga Award 2022 у веб-категорії.

## Сюжет
Єдине, що допомагає Сасакі впоратися з його висмоктуючою душу роботою, — це привітна усмішка Ямада, молодої жінки, яка працює в цілодобовому супермаркеті неподалік. Після кожного важкого дня, коли його знову сварив начальник, Сасакі заходить до магазину, щоб зцілити душу біля каси улюбленої касирки.
Після особливо виснажливого дня Сасакі приходить в супермаркет, але виявляє, що зміна Ямади вже закінчилася. Розчарований, він шукає місце, де можна закурити, коли раптом з-за магазину його кличе жінка. Смілива й небезпечно грайлива Таяма швидко звертає увагу на звичку Сасакі щоразу шукати саме її колегу.
Тепер Сасакі навідується до магазину не лише заради улюбленої касирки Ямади, а й щоб побачити, чи не з’явилася його нова партнерка по курінню Таяма. Та за грайливістю Таями ховається щось більше, ніж здається на перший погляд. З кожною цигаркою між ними починає зароджуватися несподівана дружба.

## Персонажі
Сасакі (яп. 佐々木)
Втомлений бізнесмен середнього віку (45 років), який працює у відділі продажів на часто складній і напруженій роботі (яку Таяма називає «чорною компанією»), і, щоб відпочити, заходить на касу до Ямади, де робить покупки через її доброзичливу манеру обслуговування клієнтів. Він не усвідомлює, що його улюблениця Ямада така ж, як і його нова подруга Таяма.
Ямада / Таяма (яп. 山田 / 田山)
24-річна працівниця Super S, яка почала працювати у неповний робочий день 8 років тому. В образі Ямади вона скромна та ідеальна у спілкуванні з клієнтами. Її справжнє «я» (коли вона представляється Сасакі як «Таяма») набагато крутіше, у шкіряній куртці та з кількома проколами у вухах. Вона запрошує Сасакі зайти до місця для куріння за магазином, що він потім регулярно робить. Сасакі спантеличений і трохи засмучений тим, що Ямада і Таяма — це одна й та сама людина, а також тим, що він ставить Ямаду на п'єдестал (наприклад, вважає її робочий костюм з короткими рукавами милим), а до «Таями» ставиться з надзвичайною повагою і увагою (наприклад, турбується, що її голий живіт змерзне, і про всяк випадок дає їй свою куртку).
Гото (яп. 後藤)
Менеджерка Super S, прихильниця Ямади (і того, що вона спостерігає за її стосунками з Сасакі). Полюбляє романтичні романи та їхні наближені до реальності варіанти.
Бос Сасакі
Лисий чоловік, який постійно критикує Сасакі і доручає йому додаткову роботу, а також створює жорсткі умови праці для своїх співробітників.
Маедзава (яп. 前澤)
Інший колега Ямади в Super S, який відповідає за касирів. Розповідає Ямаді історію про привида в зоні для паління в магазині. Добре справляється з «загубленими» дітьми, яким потрібно знайти своїх батьків.
Оно (яп. 大野)
Ввічливий помічник менеджера в Super S.
Судзукі (яп. 鈴木)
Білявий колега Сасакі; батько Меґумі.

## Виробництво
Джінуші випускав свою манґу Rokurei - Tenseishi Rinne Kuyakusho Dairokkanbu Joreika Katsudouki в Monthly Big Gangan. Він отримав пораду від свого редактора намалювати коротку манґу як вправу в творчому письмі, що спонукало його до створення серії. Оскільки його манґа Rokurei була надприродною історією, нова робота була зроблена більш реалістично, а оскільки автор мав досвід роботи у сфері обслуговування клієнтів, історія розгорталася у супермаркеті.

## Медіа

### Манґа
Коли перший розділ було опубліковано в Twitter, твіт отримав понад 190 000 лайків (станом на 2 червня 2022 року), викликавши величезний відгук. Станом на 25 червня 2022 року загальна кількість лайків серіалу перевищила 2,5 мільйона.
25 серпня 2022 року серіалізація манґи почалася в журналі Monthly Big Gangan. У цьому випуску вона з’явилася на обкладинці та у початковій кольоровій сторінці. Того ж дня вийшов і перший том книги з новими розділами.
У результаті цього назву було змінено з Super no Ura de Yani Sū Hanashi (яп. スーパーの裏でヤニ吸う話, «Історія про перекур за супермаркетом»)  на Super no Ura de Yani Sū Futari (яп. スーパーの裏でヤニ吸うふたり, «Перекур за супермаркетом з тобою»), а розділи з 4 по 16, які були опубліковані в Twitter, були видалені, але було оголошено, що публікація в Twitter продовжиться без змін.
В Україні манґа офіційно випускається видавництвом MAL'OPUS. Вихід першого тому відбувся в травні 2025 року.

### Аніме
Аніме-серіал було анонсовано 18 липня 2025 року. Прем'єра запланована на 2026 рік на телеканалі TBS та його філіях.

## Сприйняття
Манґа виграла премію Next Manga Award 2022 у веб-категорії. Серіал посів сьоме місце у списку найкращої манґи для читачів чоловічої статі Kono Manga ga Sugoi! від видавництва Takarajimasha. Він також посів восьме місце в 16-му Manga Taishō. Серія посіла четверте місце в загальнонаціональному рейтингу рекомендованих коміксів 2023 року за версією працівників книгарень та перше місце в загальнонаціональному рейтингу рекомендованих коміксів 2023 року за версією видавців.